# 우핀데르 싱
우핀데르 싱(Upinder Singh, 1959년 6월 22일 ~ )은 인도의 사학자이자 아쇼카 대학교의 역사 교수이자 학부장이다. 그녀는 전 델리 대학교 역사학과 학과장이었다. 그녀는 또한 사회 과학(역사) 부문의 첫 번째 인포시스상 수상자이기도 하다.

## 교육 및 직업 생활
싱은 세인트 스티븐스 칼리지, 델리의 동문이며 캐나다 맥길 대학교에서 PhD를 받았다. 그녀는 델리 대학교에서 역사 인문사회 석사와 역사 M.Phil. 학위를 모두 취득했다. 그녀는 캐나다 몬트리올의 맥길 대학교에서 "오리사의 왕, 브라만, 사원: 금석학적 연구(서기 300-1147년)"라는 제목의 논문으로 박사 학위를 받았다. 그녀는 아쇼카 대학교 역사학과 교수이다.

## 생애
싱은 전 인도 총리인 만모한 싱 박사와 역사 교수 구르샤란 카우르의 딸이다. 그녀는 철학 교수 비제이 탄카와 결혼하여 두 아들을 두었다.

## 영예
싱은 1985년 네덜란드 정부 상호 펠로우십을 받아 라이덴의 인스티튜트 케른에서 연구를 수행했다. 그녀는 1999년 케임브리지와 런던에서 연구를 수행하기 위해 고대 인도 및 이란 트러스트/월리스 인도 방문 펠로우십을 받았다. 그녀는 또한 루시 캐번디시 칼리지, 케임브리지의 방문 연구원이었다. 싱은 2005년 하버드 대학교 하버드-옌칭 연구소에서 명망 있는 다니엘 잉걸스 펠로우십을 받았다.
그녀는 델리 대학교의 평생 학습 연구소에서 역사 분야 국가 코디네이터를 맡고 있다.
그녀는 2010년 5월-6월 에라스무스 문두스 펠로우십을 받아 벨기에의 뢰번 가톨릭 대학교에서 방문 교수를 역임했다.

## 논란
2008년 2월 25일, 우익 운동가들은 델리 대학교 캠퍼스에서 A.K. 라마누잔이 쓴 "3백 개의 라마야나"라는 제목의 에세이에 항의하며 시위를 벌였다. 운동가들은 이 에세이가 불쾌하다고 느꼈고, 싱이 인문사회 학사 역사 프로그램의 권장 독서 목록에 이 에세이를 포함시킨 책임이 있다고 주장했다. 대학은 이 주장을 부인하고 싱이 "...고대 인도 문화사에 관한 책의 편집자나 편찬자가 아니었다"고 밝혔다.

## 출판물

### 저서
- 《Kings, Brāhmaṇas and temples in Orissa: an epigraphic study AD 300-1147》. New Delhi: Munshiram Manoharlal Publ. 1994. ISBN 9788121506212.
- 《Ancient Delhi》. New Delhi: Oxford University Press. 1999. ISBN 9780195649192.
- 《Mysteries Of The Past: Archeological Sites In India》 (영어). India: National Book Trust. 2002. ISBN 9788123739793. (아동용)
- 《The discovery of ancient India: early archaeologists and the beginnings of archaeology》. Delhi: Permanent Black. 2004. ISBN 9788178240886.
- 《A History of Ancient and Early Medieval India: From the Stone Age to the 12th Century》. New Delhi: Pearson Longman. 2008. ISBN 9788131716779.
- 《Rethinking Early Medieval India: A Reader》. OUP India. 2012. ISBN 9780198086062.
- With Dhar, Parul Pandya; Vatsyayan, Kapila (2014). 《Asian Encounters: Exploring Connected Histories》. Oxford University Press. ISBN 9780198099802.
- 《Political Violence in Ancient India》. Harvard University Press. 2017. ISBN 9780674975279.
- 《Ancient India: Culture Of Contradictions》. Aleph Book Company. 2021. ISBN 978-9390652617.[6]

### 편집서
- 《Delhi: Ancient history》. New Delhi: Social Science Press. 2006. ISBN 9788187358299.
- With Lahiri, Nayanjot, 편집. (2009). 《Ancient India: new research》. Delhi: Oxford University Press. ISBN 9780198060284.
- 우파나얀 - 힌두교 경전의 초보 어린이 교육 고대 전통.

### 논문
- 《Amaravati: the dismembering of the Mahācaitya (1797–1886)》. 《South Asian Studies》 17. January 2001. 19–40쪽. doi:10.1080/02666030.2001.9628590. S2CID 194091154.
- 《Cults and shrines in early historical Mathura (c. 200 B.C. – A.D. 200)》. 《World Archaeology》 36. September 2004. 378–398쪽. doi:10.1080/0043824042000282803. S2CID 161320144.

## 같이 보기
- 인도의 역사